# Pausa Posta
Pausa Posta è stato un programma televisivo trasmesso su Rai Gulp, condotto da Michele Bertocchi e Georgia Luzi (sostituita in seguito da Romina Minadeo). Il produttore esecutivo era Donatella Meazza e la regia era di Valerio Orsolini. Il programma era dedicato alla lettura di lettere ed e-mail scritte dal giovane pubblico del canale.

## Personaggi
I personaggi interpretati da Michele Bertocchi, nel ruolo di Michele, sono:
- Pinuzzo: Innamorato di Pinuzza, cugino di Michele.
- Mago Michelini: Un mago sfortunato. Il suo motto è Che faccio io grande e piccini. Per una volta si trasformerà in cowboy.
- Il Bonzo: Un cinese, che consiglia sempre dei buoni consigli.
- Lello Stornello: Un personaggio tanto giovane, aspetta la risposta dal programma Sanremo
- Klaus: Un personaggio del Canton Ticino, vede da tutte le parti l'Oro Puro. Viene dalla Germania, anche se qualche volta sembra che venga da Napoli.
- Colonnello Balestrazzi: Il suo motto è Attenti bravo era un comandante di una caserma. Le sue parole finiscono sempre con ehm, ma alla fin fine è simpatico.

Mentre quelli interpretati da Georgia Luzi sono:
- Pinuzza: Innamorata di Pinuzzo, cugina di Georgia. Quando deve incontrare Pinuzzo chiama Geo e chiede del bagno.
- Sabhrina: Fan di Michele. Odia Georgia perché pensa che lei voglia conquistare lui.
- Veruska: Una veggente. Il suo motto è Sono Veruska e il tuo futuro non ti offusca.

Georgia Luzi nel 2010 ha abbandonato la conduzione e al suo posto è subentrata Romina Minadeo insieme ad alcuni dei personaggi di Music Gate.

## Puntate
- In tutto sono state prodotte più di 500 puntate.
- Sono stati creati dei speciali tra questi: Pausa Posta XL, andato in onda il sabato e la domenica e degli speciali con i protagonisti di Music Gate.
- Sono stati ospiti i piccoli dei I Cesaroni tra cui: Angelica Cinquantini e Federico Russo. È stata ospite anche Domiziana Giovinazzo, attrice di Un medico in famiglia.